# Підземна полігонометрія
Підземна полігонометрія (рос. подземная полигонометрия, англ. underground polygonometry, нім. unterirdische Polygonometrie f) – основний спосіб створення підземних маркшейдерських опорних мереж. Оснований на прокладенні підземних полігонометричних теодолітних ходів.